# 黃文經
黃文經（？—？），字景綸，号桓撥，江西建昌府南豐縣（今江西省樂安縣）人，明朝政治人物，同進士出身。

## 生平
天啓四年（1624年）甲子科江西鄉試第七十四名舉人，崇禎七年（1634年），登甲戌科會試第一百八名，廷試三甲第一百三十七名進士，吏部观政，次年二月授湖廣湘潭县知县，分校九年丙子科鄉試，極為主考吳偉業所稱賞。調醴陵縣，十一年革职。

## 家族
曾祖黄顯榮，鄉賓；祖黄浩傑；父黄仁祥。子黄扉，字弼侯，究心理學，遠近翕然宗之。